# Cadibona di Quiliano
Cadibona di Quiliano è una frazione del comune di Quiliano, in provincia di Savona.
Nel territorio di Cadibona è convenzionalmente situato il confine tra il sistema montuoso degli Appennini e quello delle Alpi.

## Monumenti e luoghi d'interesse
- Chiesa parrocchiale di Sant'Anna